# Allendale (Caroline du Sud)
Pour les articles homonymes, voir Allendale.
La ville d'Allendale est le siège du comté d'Allendale, situé en Caroline du Sud, aux États-Unis.

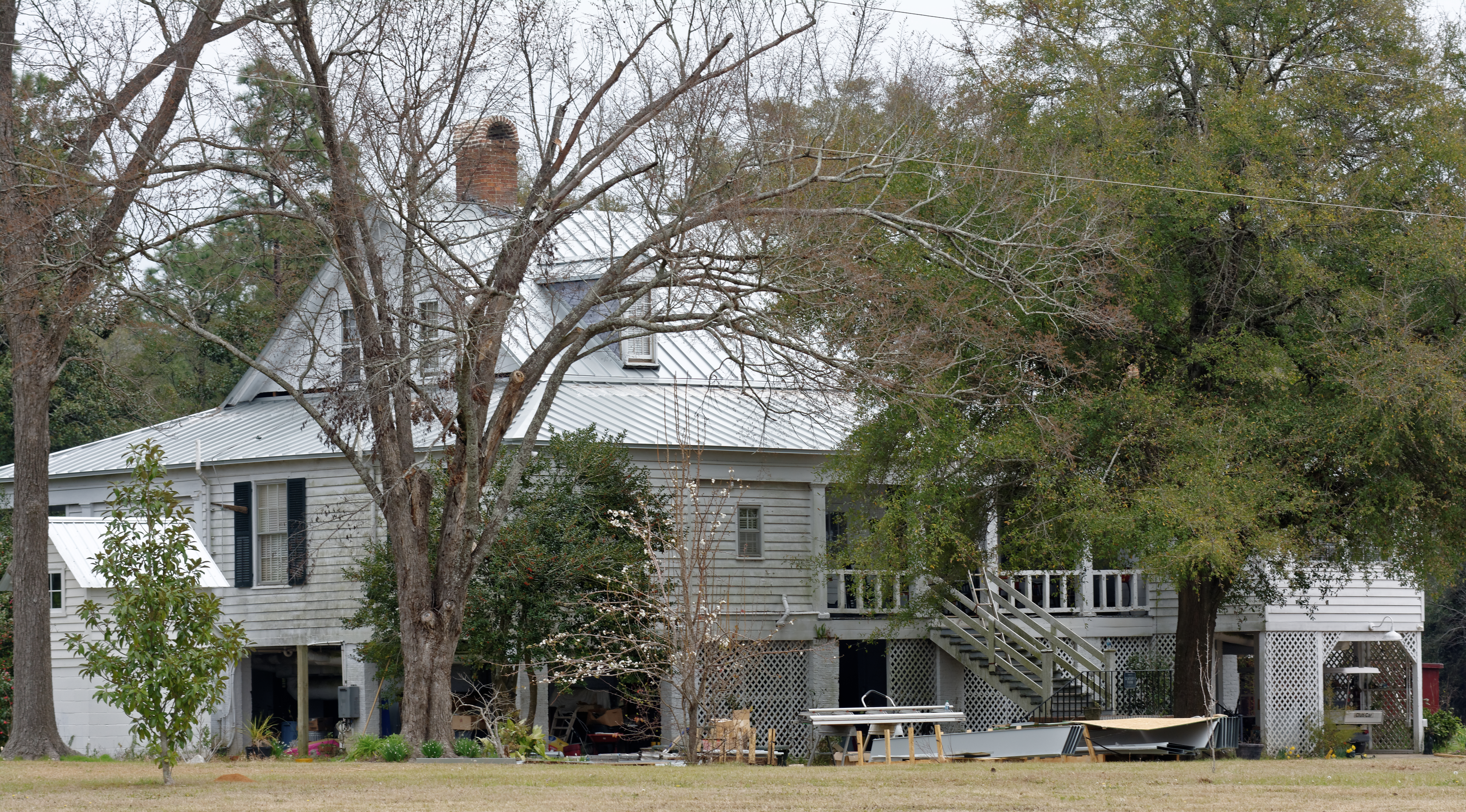
Roselawn en 2017

## Démographie
| 1900  | 1910  | 1920  | 1930  | 1940  | 1950  |
| ----- | ----- | ----- | ----- | ----- | ----- |
| 1 030 | 1 453 | 1 893 | 2 068 | 2 217 | 2 474 |

| 1960  | 1970  | 1980  | 1990  | 2000  | 2010  |
| ----- | ----- | ----- | ----- | ----- | ----- |
| 3 114 | 3 620 | 4 400 | 4 410 | 4 052 | 3 482 |